# Ommatocepheus parvilamellatus
Ommatocepheus parvilamellatus är en kvalsterart som beskrevs av C. och C., jr. Pérez-Íñigo 1996. Ommatocepheus parvilamellatus ingår i släktet Ommatocepheus och familjen Cepheidae. Inga underarter finns listade i Catalogue of Life.